# 피터 펠프스
피터 펠프스(Peter Phelps, 1960년 9월 20일 ~ )는 오스트레일리아의 배우이다.

## 출연 작품
- 임베디드 (2015)
- 더 스퀘어 (2008)
- 네드 켈리 (2003)
- 란타나 (2001)
- 올 세인츠 (1998)
- 99 잃어버린 세계 (1997)
- 살인 묵시록 (1995)
- 폭풍 속으로 (1991)
- 마야 (1989)
- SOS 해상 구조대 (1989)
- 브레이킹 루즈 (1988)
- 홈 앤 어웨이 (1988)
- 야망의 다이내스티 (1988)
- 사막의 용사 (1987)
- 사랑의 배티 (1986)